# سردییس
سردییس (به اسپانیایی: Sordillos) یک شهرستان در اسپانیا است که در کاستیا و لئون واقع شده‌است.

## خصوصیات
سردییس ۹ کیلومترمربع مساحت و ۳۱ نفر جمعیت دارد.